# Половина (станция)
Половина — станция Восточно-Сибирской железной дороги на участке Ангарск — Черемхово. Расположена в рабочем посёлке Михайловка Черемховского района Иркутской области России.
Открыта в 1899 году.

## Описание
Находится примерно посередине Транссибирской магистрали, однако название станции не связано с этим.
На почтовом тракте на полпути от Черемхова до Тайтурки с 1815 года существовала станция Половинная, от которой и произошло название построенной в конце XIX века железнодорожной станции. Строили станцию и деревянное здание вокзала, существующее по сей день, ссыльнопоселенцы под руководством Якова Ермолаева. В 1903 году на станции открыто оборотное депо. С 1905 года станция являлась остановочным пунктом для дозаправки паровозов.
На 1981 год на станции занимались приёмом и выдачей багажа, продажей билетов на поезда местного и дальнего следования, приёмом и выдачей грузов повагонными отправками открытого и складского хранения, приёмом и выдачей грузов на подъездных путях.
Через станцию идут пригородные электропоезда и пассажирские поезда дальнего следования. Соседние остановочные пункты Витух и Белая в сторону Тайшета и Иркутска соответственно.